# 鋼の錬金術師3 神を継ぐ少女
『鋼の錬金術師3 神を継ぐ少女』（はがねのれんきんじゅつしスリー かみをつぐしょうじょ）は、2005年7月21日にPlayStation 2で発売されたゲームソフトである。

## 概要
『鋼の錬金術師』のPS2ゲーム第3作目で、完全なオリジナルストーリーとなる。予約特典は「PS2 鋼の錬金術師大全」であり、原作者の荒川弘が月刊少年ガンガンに書き下ろしたゲームプレビュー漫画と書き下ろしの4コマ漫画が収録されている。

## ストーリー
ホムンクルス・グリードとの攻防の後、ホムンクルスからの干渉を避け、自らの手で賢者の石を求め旅に出たエルリック兄弟のエドとアル、ウィンリィの3人は、マスタング大佐から北国のヴァルドラに賢者の石にまつわる噂があるとの手紙をもらい、ヴァルドラを訪れていた。
ヴァルドラで行われていた祭りを楽しむ3人、しかし、そこに突如として謎の武装集団が現れ、街は攻撃されてしまう。
敵を倒し、離れ離れになってしまったウィンリィを見つけ出したエドとアルは、一人の少女が男に襲われているのを見つけ助けに出るが、錬金術ではない未知の力を使う男にやられてしまう…。

## 登場人物

### 主要人物
エドワード・エルリック
声 - 朴璐美
本作の主人公。史上最年少で国家錬金術師の資格を得た“鋼の錬金術師”。病気で亡くなった母親を復活させようと人体錬成を試みるが失敗してしまい、そのときに代償として失った右手と左足は、“機械鎧（オートメイル）”の義肢になっている。弟のアルと共に元の身体を取り戻すため、“賢者の石”を探して旅をしている。ソフィと出会うことでヴェルザの一族の野望を知り、戦いの渦中に飛び込む。
アルフォンス・エルリック
声 - 釘宮理恵
エドの弟。かつて行った人体錬成により肉体は失われ、魂だけが鋼鉄の鎧に定着している。首の根元にある“血印”が失われない限り死ぬことはなく、錬金術による再錬成で修復が可能である。ゴツイ見た目とは裏腹に心優しく、エドとは対照的に冷静に物事を判断できるため、兄のフォローに回ることが多い。鎧の割に表情は豊かで、動物（特にネコ）が好き。
ウィンリィ・ロックベル
声 - 豊口めぐみ
本作のヒロイン。エルリック兄弟の故郷・リゼンブールに住む義肢装具師。兄弟とは幼馴染。勝ち気なためエドとは口論が絶えないが、常に兄弟の身を案じている。同年代のソフィと友人になり彼女を励ます。
ロイ・マスタング
声 - 大川透
アメストリス国軍・東方司令部大佐。“焔の錬金術師”の二つ名の通り、炎を自在に操る。大総統の地位に昇り詰め、イシュヴァール内乱のような悲劇を二度と繰り返させぬ、という密かな目的を持つ。
リザ・ホークアイ
声 - 根谷美智子
ロイの側近にして、東方司令部中尉。銃火器の扱いに長けるクールな女性。厳しさの中に優しさの片鱗をうかがわせることも。ロイのことを心の底から信頼している。
アレックス・ルイ・アームストロング
声 - 内海賢二
東方司令部少佐。錬金術と格闘を織り交ぜた戦いを信条とし、“豪腕の錬金術師”と呼ばれる。感激屋で、ことあるごとに涙し、服を脱ぎ筋肉を誇示する。名家の出身で妹は美人。
ソフィ・ベルクマン
声 - 坂本真綾
左手に謎の印がある少女。「ヴェルザの復活を阻止する」という父親であるヴィクトールの遺言に従ってヴァルドラにやってきた。母親のイルゼは彼女を産んだ後に亡くしている。使命を全うするために感情を押し殺していたが、エドたちとの触れ合いで彼女の心を溶かしていくことになる。ネコ好きで、アルが拾った白い猫・ノルン（声 - 吉田小南美）を治療した後に引き取ったりしている。EDによって彼女の結末が微妙に変化する。

### その他の人物
キング・ブラッドレイ
声 - 柴田秀勝
アメストリス国軍を束ねる最高権力者。敵の動きを瞬時に読む“最強の眼”を持つ。今回のヴェルザの一族に関連する事件には、彼の思惑が大きく絡んでいるらしい。
ヴィクトール・ベルクマン / ギルベルト
声 - 石塚運昇
ソフィの父親。元はヴェルザの一族である四神官の長「霊光のギルベルト」だったが、イルゼと結婚して娘のソフィを授かった後に逃走生活をしていた。これはヴェルザの一族を止めるためだったらしく、師弟関係だったゼルギウスによって殺害された。
イルゼ・ベルクマン
ソフィの母親。かつての四神官「聖風のイルゼ」で、ギルベルトに並ぶ癒しの力を持っていた。後にギルベルトと結婚して娘のソフィを生んだ後に死亡している。

### ヴァルドラ
ロメオ・クレイギン
声 - 飯塚昭三
北方司令部・ヴァルドラ基地の総司令官。階級は中将。ヴェルザの一族が使う“印”による強大な力を手に入れるべく、一族に攻撃を仕掛ける。表向きは大総統に忠誠を誓っている。ヴェルザの力を手に入れるために自身の敵であるヴェルザの一族を利用してレオニードを殺害、後にヴェルザの赤い石を手に入れるが、実際は彼がヴェルザの一族に利用されているに過ぎずゼルギウスに石を奪われる。
ヴィーナス・ローズマリア
声 - 田中敦子
北方司令部中佐で、クレイギン中将の部下。軍人にあるまじき露出度の高い服装で現れるナイスバディの美人。特注の赤い軍服を羽織り最前線に立つ。本来規律の厳しい軍の中で、このスタイルは目立つ存在だが、実力と実績、そして本人の性格で誰にも文句は言わせない。「ヴァルドラの紅い薔薇」の異名をとり敵勢力からも恐れられている。エドをペットにしたいという恋心を抱いており、何よりも任務を重んじるプロフェッショナルである。
イジー・トリガー
声 - 風間信彦
ヴィーナスの部下にして、マッドサイエンティスト。階級は中尉。その技術力は高く、強力な四足歩行ロボットでエドたちの前に立ちはだかる。マゾっ気があり、女王様気質のヴィーナスに忠誠を誓っている。
ボリス・ハンマー
声 - 高木渉
ヴィーナスの部下で、階級は少尉。銃器の扱いに長けるが、思慮はかなり少ない。エドたちの敵に回るが、生来のイイ人ぶりを発揮してエドたちを助けてしまうこともある。

### ヴェルザの一族
ヴァルドラのやや北方、ブルックス山脈の麓に小さな集落がある。ここに集まる人間はヴァルドラに伝わる「伝承の魔女」の末裔と言われていて、ヴァルドラの人々は彼らのことをヴェルザの民と呼んでいる。彼らは自らの体のどこかに“印”を刻むことで、通常の人間では持ち得ない力を持つことができ、彼らはヴェルザを神と崇め信仰し、神の復活を目的としている。
しかし、その力を手に入れようと権力者からはたびたび狙われ、生活を脅かされてきた。一族はずっと自分たちが平和に暮らせる道を探し続けている。
ヴェルザ
声 - 玉川紗己子
一族たちは彼女のことを「神」と崇め、自分たちはその子孫だと主張している。「伝説の魔女」と伝えられている。光の印を持っており、生前は傷ついたり病んだ人々を癒してきた気高く心優しい女性で、聖母のような存在だった。ある王国の王にその力を狙われ夫の裏切りによって娘ともども捕まり拷問の末娘を殺されてしまう。その後弟子に助けられ街に戻るも王の報復を恐れた民衆にも見捨てられ全てに絶望し秘術によって自分の魂を赤い石に封じ込め弟子の体を乗っ取り王を始め自分を裏切った多くの人たちを殺した後封印された。後にゼルギウスによってソフィの肉体で復活を果たすも、エドたちによって「終末の祈り」を阻止されソフィの肉体から分離する。分離した後に生前の姿に戻り異形の姿で怒りと憎しみのままに破壊を行なったが、ソフィの涙ながらの説得によって憎しみから解放され、元の優しい顔で天に消えていった。
ゼルギウス
声 - 中井和哉
ヴェルザの一族を束ねる四神官のリーダー。通称「煉獄のゼルギウス」。炎を操る能力を持ち、ロイをも圧倒する戦闘力を見せつける。進行してきた軍に対抗する力を手に入れるべく、神であるヴェルザを復活させようと暗躍する。ヴィクトールとは師弟関係にあり、彼の裏切りに大きなショックを受けた。目的のためには同胞の死すら厭わない冷酷な一面を持つ。マスタングとの戦いの中、ヴェルザの消滅を知ると自身の存在価値がなくなったと語り、自身に炎を放ち自害した。
ジャニス
声 - 堀江由衣
ヴェルザの一族を束ねる四神官の一人。通称「疾風のジャニス」。風を操る能力を持ち、空中を華麗に舞い、カマイタチや稲妻で敵を攻撃する。自身を「一族で一番カワイイ」と称する通り容姿は可愛らしいが、性格は高慢。ひとたびキレると豹変し、恐ろしい本性を現す。ゼルギウスを熱愛しており、彼の心を自分に振り向かせるために行動するが、ゼルギウスにとっては彼女も手駒の一つに過ぎない。エドとの戦いで印の力を使い果たし、ゼルギウスのことを想いながら消滅した。
レオニード
声 - 石田彰
ヴェルザの一族を束ねる四神官の一人。通称「氷塵のレオニード」。氷を自在に操る“絶対零度の防護幕”により、飛来する銃弾を凍らせて落とすことすら可能。美形だが性格は歪んでおり、ナルシストの上、オカマっぽい口調が特徴的。醜い容姿のゴドーには見下したような態度を取るが、仲間としての愛情は持っている。ソフィによって一族の“印”を消すことが可能だと知らされた彼はゼルギウスのやり方に疑問を抱くが後でやってきたクレイギンによって射殺される。
ゴドー
声 - 西凛太朗
ヴェルザの一族を束ねる四神官の一人。通称「地裂のゴドー」。4メートルを超える巨大な体躯と“印”の力で強化された強大な腕力を生かした攻撃を得意とする。その馬鹿力は驚異的で、アームストロングを凌駕し、地面すらも隆起させる。知性はほとんど持ち合わせていないためか、まともな会話をすることもできず、唸り声や雄叫びで感情を表現するが、ジャニスの命令には従順に従う。エドとの戦いで印の力を使い果たし体が燃え尽きて消滅した。

## 主題歌
「悲しみのキズ」
歌・作詞 - 北出菜奈 / 作曲 - 山口寛雄
「Close my eyes」
歌・作詞 - 森直子 / 作曲 - 佐藤智彦

## 評価
発売初週では46,954本を販売した。